# John Spenkelink
John Arthur Spenkelink (Le Mars, 29 de marzo de 1949 – Raiford, 25 de mayo de 1979) fue un convicto estadounidense que había sido declarado culpable de homicidio. Fue ejecutado bajo circunstancias polémicas en 1979, siendo el primer reo ejecutado en Florida después del restablecimiento de la pena de muerte en 1976, y el segundo (después de Gary Gilmore) en los Estados Unidos.

## Crimen
Spenkelink fue un indigente condenado a 5 años de cárcel en California por robo a mano armada. Había escapado del Campamento de Bomberos Slack Canyon cuando mató a tiros a un delincuente menor llamado Joseph Szymankiewicz de 45 años, en Tallahassee, Florida, en 1973. Afirmó haber actuado en defensa propia ya que Szymankiewicz le había robado el dinero después de haberlo obligado a jugar a la ruleta rusa y haberlo agredido sexualmente. Pero la evidencia y el testimonio de un codemandado indicaban que Spenkelink salió de la habitación que compartían en el motel, volvió con un arma y le disparó a Szymankiewicz por la espalda. Rechazó la oferta de declararse culpable por homicidio en segundo grado, cuya condena habría sido cadena perpetua. En 1976  fue declarado culpable de homicidio en primer grado y sentenciado a muerte. Su codemandado fue puesto en libertad.

## Condenado a muerte
En 1972, la Corte Suprema de los Estados Unidos había prohibido la pena capital, y dictaminó que se había aplicado injustamente. Florida y otros estados se apresuraron a reescribir leyes menos arbitrarias. Spenkelink sería el primer hombre ejecutado en Florida desde su fallo en 1972.
Spenkelink apeló su sentencia, pero en 1977, el gobernador de Florida Reubin Askew, firmó la primera orden de ejecución hacia Spenkelink. En 1979, el sucesor de Askew, el gobernador Bob Graham, firmó una segunda orden de ejecución. Spenkelink siguió apelando su condena, ganando suspensiones por la Corte de Apelaciones de los Estados Unidos y en la Corte Suprema del país, pero ambas suspensiones fueron revocadas, por lo que Spenkelink sería el primer hombre en ser ejecutado de manera involuntaria (Gilmore había insistido en querer morir) desde que la pena capital se había restablecido en el país en 1976.
El caso de Spenkelink se había convertido en una cause célèbre a nivel nacional, que abarcaba tanto a un mayor debate sobre el dilema moral de la pena capital, hasta cuestionamientos sobre la condena que había recibido Spenkelink.  Su causa fue retomada por el exgobernador de Florida Leroy Collins, el actor Alan Alda, y la cantante Joan Báez, entre muchos otros.  También estaba en discusión de que la pena capital discriminaba a la gente pobre y desfavorecida—Spenkelink a menudo firmaba su correspondencia de prisión con el epigrama, "la pena capital significa que aquellos sin capital, deben recibir el castigo."
La ejecución fue finalmente llevada a cabo el 25 de mayo de 1979, en "Old Sparky", la silla eléctrica de la Prisión Estatal de Florida.  Aquella mañana, Doug Tracht, un popular DJ de Jacksonville, emitió una grabación en la radio de un tocino cocinándose, y se lo dedicó a Spenkelink.

## Consecuencias

### Acusaciones de abuso
Poco después de la ejecución y sepultura de Spenkelink, otro reo condenado a muerte afirmó que los guardias de la prisión, habían maltratado y agredido a Spenelink durante la preparación de su ejecución. Varias decisiones habían evidenciado esas acusaciones: los guardias de prisión habían tapado la ventana de la sala de ejecución, mientras Spenkelink estuvo atado en la silla eléctrica, citando preocupaciones de anonimato; el condado no le realizó una autopsia al condenado (vulnerando la ley estatal), debido a que el médico forense del condado lo consideró una política redundante y prohibitivamente costosa; y el superintendente de la prisión tuvo visitas limitadas de familiares y clérigos en el día de la ejecución de Spenkelink, citando el temor de un intento de suicidio.
El gobernador Graham encargó una investigación, la cual en septiembre de 1979, concluyó que Spenkelink había sido "provocado" y tuvo intercambios fuertes con los guardias y el personal de la prisión inmediatamente después de su ejecución, pero no había sido agredido físicamente. Los funcionarios de las prisiones de Florida, respondieron permitiendo que los testigos pudieran ver todo el proceso de ejecución en el futuro. Hasta el día de hoy, los condados de Florida realizan autopsias a todos los prisioneros ejecutados.

### Acusaciones de homicidio
A pesar de la investigación del estado, comenzó a circular el rumor de que Spenkelink había sido asesinado antes de que fuese llevado a la sala de ejecuciones. El rumor llegó hasta Lois, la madre de Spenkelink, quien tras ser alentada por un asesor espiritual pagó para exhumar el cuerpo de su hijo a fin de que se le practicase la autopsia. El 6 de marzo de 1981, el médico forense del condado de Los Ángeles, Thomas Noguchi, anunció que según la autopsia Spenkelink había muerto por electrocución.